# Ruta Provincial 308 (Tucumán)
La Ruta Provincial 308 es una carretera de Tucumán, Argentina, que une el límite con la Provincia de Santiago del Estero, cerca de Árboles Grandes, y el límite con Provincia de Catamarca. La carretera se encuentra pavimentada, salvo en el tramo entre Yanima y el límite con Catamarca. 
Entre 2013 y 2015 se realizaron trabajos de remodelación de la carretera entre Árboles Grandes y Lamadrid tras quejas por el mal estado del camino. Por lo cual se construyeron banquinas, desagües, puentes, señalización y repavimentación de la calzada. Esta obra tuvo un costo de ARS 164 761 920, siendo interrumpida en 2016 y finalizada en 2020. La conclusión de la ruta tuvo un valor de ARS 100 000 000. 

## Localidades
Las localidades por las que pasa son las siguientes:
- Departamento Graneros: Lamadrid y Graneros.

- Departamento Juan Bautista Alberdi: Juan Bautista Alberdi, Marapa, Yanima y Escaba.